# Sparagmos

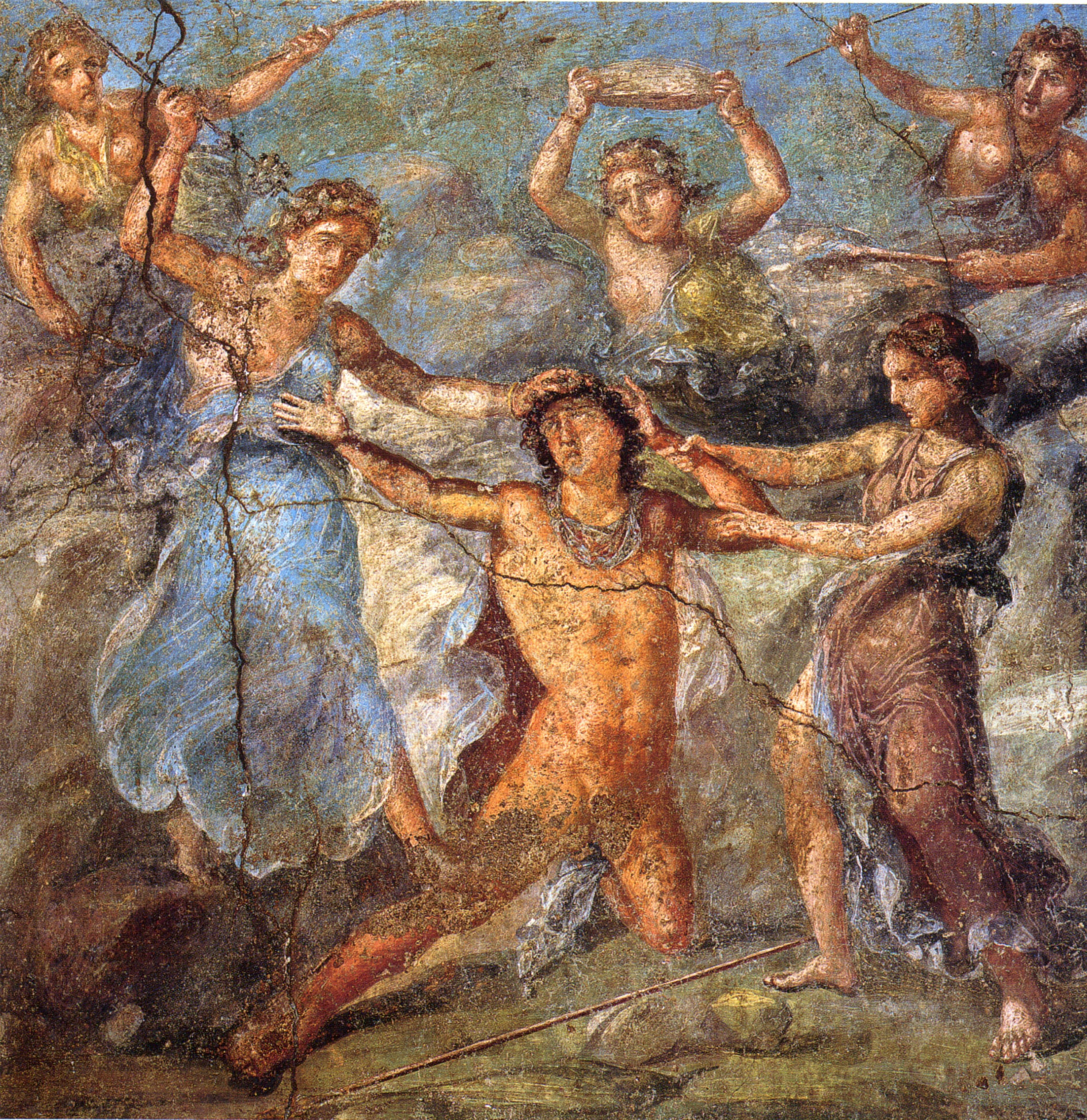
Ménades attaquant Penthée (peinture murale romaine de la maison des Vettii, Pompéi).

Le sparagmos (en grec ancien σπαραγμός / sparagmós, de σπαράσσω / sparássō, « démembrer, déchirer, tirer en morceaux ») est, dans la religion grecque antique, un acte de démembrement rituel, de déchirement ou de mutilation, généralement dans un contexte dionysiaque.
Dans le rite dionysiaque (selon les sources anciennes) un animal vivant et parfois, selon de rares écrits, un être humain, est sacrifié en étant démembré. Le sparagmos était fréquemment suivi d'une omophagie (consommation de la chair crue après le démembrement). Il est associé aux Ménades ou Bacchantes, adeptes de Dionysos, ainsi qu'aux Dionysies et autres cultes à mystères dionisiaques.
Des exemples de sparagmos apparaissent dans la pièce d'Euripide Les Bacchantes. Dans une scène, les gardes envoyés pour contrôler les Ménades les voient mettre en pièces un taureau vivant avec leurs mains. Plus tard, après que le roi Penthée ait interdit le culte de Dionysos, le dieu l'attire dans une forêt, pour y être déchiré membre par membre par les Ménades, dont sa propre mère Agavé. Selon certains mythes, Orphée, considéré comme un prophète de la religion orphique ou bachique, mourut après avoir été démembré par des femmes thraces enragées.

## Médée
Médée aurait tué et démembré son frère alors qu'elle fuyait avec Jason et la toison volée afin de retarder leurs poursuivants, les obligeants de récupérer la dépouille du prince pour pratiquer les rites funéraires. Le réalisateur italien Pier Paolo Pasolini a mis en scène un rituel de sparagmos dans le cadre d'une longue séquence au début de son film Médée (1969), avant de dramatiser l'épisode dans lequel Médée tue son frère de la même manière.

## Littérature et théorie modernes
Le sparagmos, est un rituel de magie fécondante selon la docteur en sciences de l'Antiquité Monique Halm-Tisserant
Interprétant le rituel à travers le prisme du complexe freudien d'Œdipe, Catherine Maxwell identifie le sparagmos comme une forme de castration, notamment dans le cas d'Orphée.
Historiquement, il est présumé que les femmes célébrant les rites de Dionysos ne démembraient pas d'animaux ni ne mangeaient de chair crue, bien que l'on pense que ces actes avaient encore une certaine base dans les rituels ménadiques.
Dans la littérature contemporaine, ceci est utilisé dans la pièce de Tennessee Williams , Soudain, l'été dernier.
Sparagmos est également brièvement mentionné dans The Secret History de Donna Tartt.
Camille Paglia, dans son enquête controversée sur la culture occidentale Sexual Personae, utilise les sparagmos pour décrire la violence déchirante dans plusieurs œuvres, dont Les Bacchaes, des films d'horreur contemporains, Les Hauts de Hurlevent d'Emily Brontë et un poème d'Emily Dickinson.
Sparagmos est un thème central de La Première Mort de Dimitris Lyacos, qui raconte les tourments d'un protagoniste mutilé échoué sur une île. Le livre s'appuie sur le démembrement de Dionysos ainsi que sur les rituels et pratiques de la Grèce antique.